# 皱叶玉山竹
皱叶玉山竹（学名：Yushania rugosa）为禾本科玉山竹属下的一个种。

## 扩展阅读
- 維基物種上的相關：皱叶玉山竹